# Крупе
Крупе (пол. Krupe) — село в Польше, Люблинского воеводства Красноставского повята, в составе гмины Красныстав. В селе Крупе есть № 5 Гимназия средней и начальной школы. Расположено в 10 км севернее Красныстава и в 20 км на юго-запад от Хелма. Через село проходит воеводская автотрасса № 812. - Замок Крупе находится по дороге "Красныстав-Рейок".

## История
- После 1434 г. административно селение Крупе входит в состав «Русского воеводства» (Червонная Русь)[3] (пол. Województwo ruskie) Королевства Польского. Этнически — Холмщина[4].

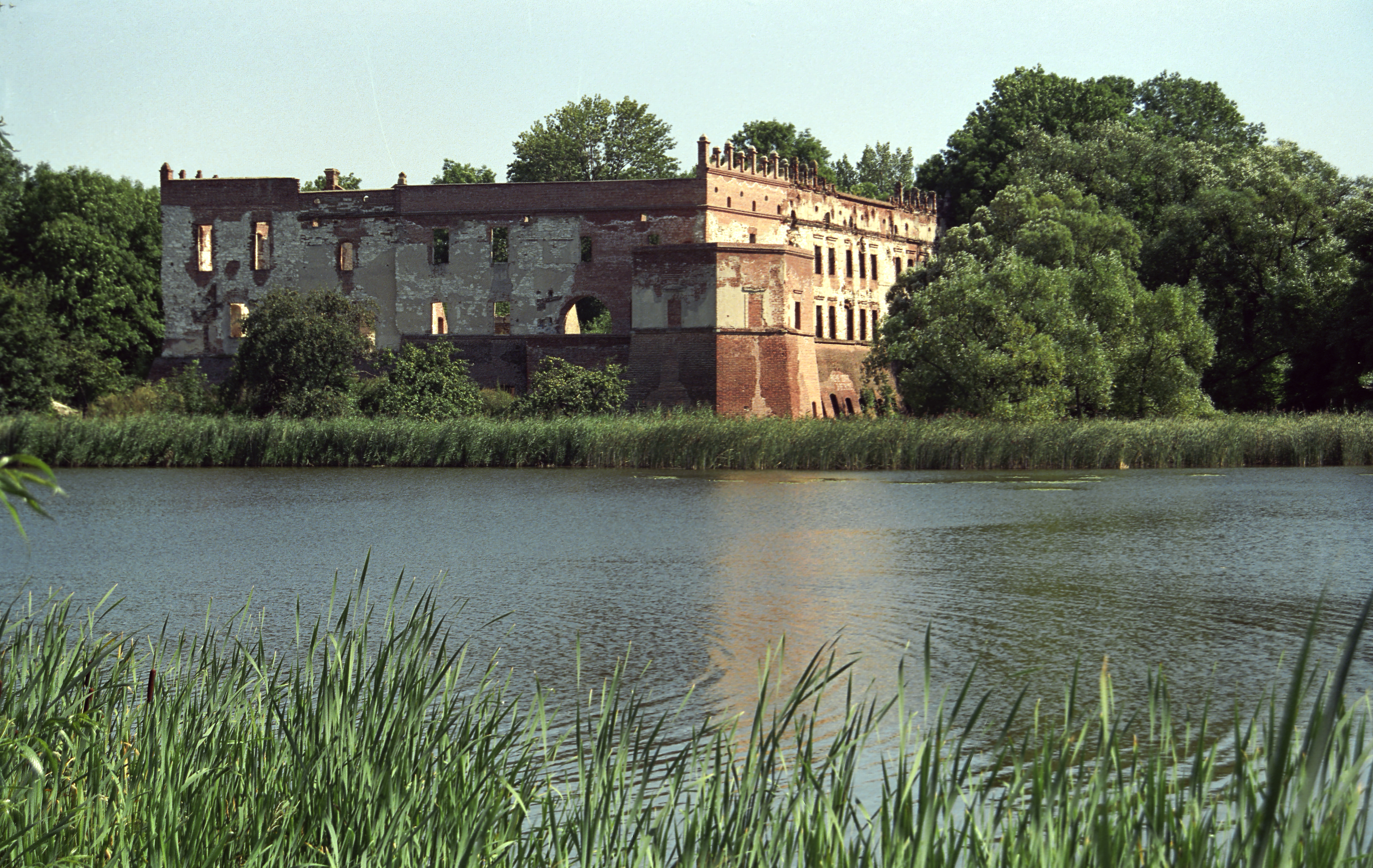
Замок в с. Крупе

Сначала тут был небольшой укреплённый дом усадьбы Крупских, их родового гнезда (пол. dziedzictwo Krupskich). Потом, в 1492 г. шляхтич Ежи Крупский тут основал замок (первое фортификационное сооружение в северо-восточной части замка). В 1577 г. замок Крупе был куплен в семейную собственность Ожеховскими, которые расширили замок и окружили его рвом с водой, соорудили роскошную резиденцию в стиле эпохи Возрождения. В первую очередь расширено было северо-западное крыло. Здание было увенчанным парапетом, арочными галереями на обоих этажах, каменными полу колоннами, кирпичными столбами. Во дворе замка были помещения. Жилая часть оформлена в соседней западной башне. Юго-западное крыло — закрытый внутренний двор, он построен в 1604—1608 годы. Комнаты и залы замка просторные. Крыло увенчано парапетом. Фасад выполнен в технике Сграффито. Въезд в замок — через подъёмный мост, далее через ворота можно въехать в большой двор. По углам замка — бастионы, в стенах — оборонительные амбразуры. Над въездными воротами Самуил Зборовский установили барельеф своего герба «Ястржембец», он же построил семь башен замка. В 1648—1651 гг. архитектура замка была повреждена нашествием казацкого войска Хмельницкого с татарами, а в 1655 г. — от нападения армии шведов. С 1670 г. до конца XVIII века не смогли восстановить полуразрушенный особняк последовательно владевшие владельцы: Немирич, Бучацкий и Рей. В распоряжении Ожеховских замок оставался до 1644 г., после чего его владельцами были: Зборовские, Гноинские; Немиричи, Бучацкие и Реи.
- После 1795 г. деревня Крупе по административному делению входила в состав Российской империи Царство Польское Люблинского воеводства, после 1837 г. — в Люблинскую губернию гмины д. Рудник (в пол. Rudka) Красноставский уезд, судебного округа и почтовой экспедиции Красностав[7]. В селе Крупе было Начальное училище «Крупское»[8] и церковный приход (настоятель священник Антоний Носкович)[9].

В конце XVIII века замок был отреставрирован, и в 1779 г. Ян Михал Рей восстановил поместье Крупе. И в 1840 г., особняк перестроен в классическом стиле, усадьба построена из кирпича и камня, которая имеет богатый архитектурный облик.

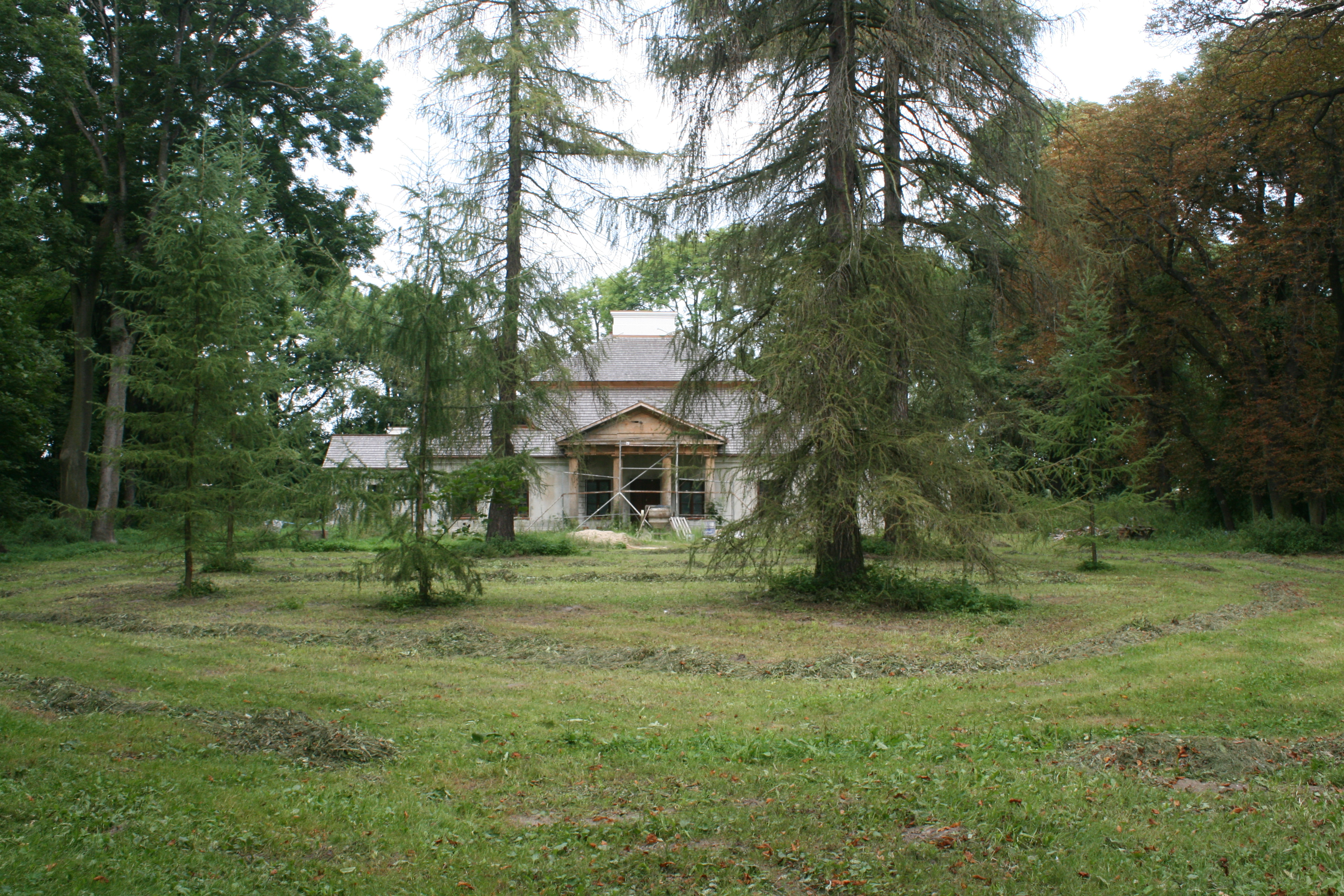
Особняк в с. Крупе

- В 1827 г. было 27 домов (137 жителей) с основным национальным составом — русины[10].
- В 1905 г. было 80 дворов (987 жителей): православных 435, римо-католиков 537, иудеев 15. В селе действовала церковь и гминное училище[11].
- В 2007 г. — 728 жителей (360 жен. и 369 муж.)[12].

— В 1962 г. остатки руин замка и чудесного баронского особняка частично были укреплены и обновлены. Музей г. Красностав хранит 1500 экспонатов из замка Крупе. Частный владелец занимается восстановлением замка Крупе. Организовываются по два мероприятия в год для туристов у замка Крупе, что способствует его возрождению. Государственные власти Польши (муниципалитет Красныстав) его официально включили в туристические маршруты, очищена территория, проводят подсветку, у подножья замка есть паркинг. У замка каждый июнь месяц проходит фольклорный концерт с развлечением пускания венков на воду в ночь Ивана Купала, а каждый август месяц проводится ярмарка «Подзамче» (с товарами народного искусства и ремёсел, демонстрацией региональных блюд кухни, выступают молодёжные ансамбли с комедиантами и т. п.).

## Достопримечательности
- Руины замка XVI века (в государственном реестре исторических памятников - KOBiDZ);
- Двор имения XVIII века, расположенный в парке возле замка;
- Старинная каменная пирамида вблизи замка на горе (в лесу) - т. наз. "Арианская могила".
- Могила польских братьев, на холме рядом с селом
- Костёл Богоматери Ченстоховской начала XX в, возведенная как православная церковь Святого Иоанна Богослова